# 후 (가수)
후(본명: 민정후, 1995년 7월 10일 ~)는 대한민국의 가수이다. 2013년부터 2014년까지 제이엠스타엔터테인먼트 소속의 보이그룹 엔오엠의 멤버로 활동하였다.